# لوئیس ریتر
لوئیس ریتر (انگلیسی: Louise Ritter؛ زادهٔ ۱۸ فوریه ۱۹۵۸) ورزشکار پرش ارتفاع اهل ایالات متحده آمریکا است.
وی در مسابقات کشوری و بین‌المللی در مجموع برندهٔ ۲ مدال طلا، ۱ مدال برنز شده‌است.